# Neurotmesis
Die Neurotmesis ist eine traumatische Schädigung eines peripheren Nervs, bei der neben dem Axon (Axonotmesis) auch die Myelinscheide und die bindegewebigen Begleitstrukturen (Perineurium, Epineurium) mehr oder weniger durchtrennt werden. Das Axon zerfällt distal des Läsionsortes im Sinne der Waller-Degeneration, während der proximale Axon-Stumpf einen Wachstumskegel ausbildet und versucht, wieder in das Innervationsgebiet vorzuwachsen.

## Abgrenzung
Von der Neurotmesis werden nach der von Herbert Seddon (1903–1977) geprägten Einteilung  die leichteren Läsionsformen der Neurapraxie und Axonotmesis unterschieden.
|  | Schema eines intakten Nervs |                                                                                    |                                                                          |                                                                               |
|  | Neurapraxie                 | Grad 1: Axon und Hüllgewebe sind erhalten.                                         |                                                                          |                                                                               |
|  | Axonotmesis                 | Grad 2: Das Axon ist durchtrennt, das Hüllgewebe ist aber erhalten.                |                                                                          |                                                                               |
|  | Neurotmesis                 | Grad 3: Axon und Endoneurium sind zerstört, Perineurium und Epineurium sind intakt | Grad 4: Axon, Endo- und Perineurium sind zerstört, Epineurium ist intakt | Grad 5: Alle Strukturen des Nervs sind zerstört (kompletter Nerv durchtrennt) |

Anm.: Die Axone sind von einem Endoneurium umgeben und zu einem Faszikel zusammengefasst. Mehrere Faszikel sind vom Perineurium zusammen zum eigentlichen Nerv zusammengefasst. Der Nerv an sich ist von einem Epineurium umgeben.
Die gezielte operative Durchtrennung eines Nervs wird als Neurotomie (ohne Substanzverlust) beziehungsweise Neurektomie (mit Substanzverlust) bezeichnet.

## Prognose
Die Prognose hängt vom Grad der Schädigung ab. Während eine Neurapraxie in der Regel folgenlos nach einigen Wochen verheilt, kommt es bei der Axonotmesis erst nach einigen Monaten zu einer Regeneration, die aber meist komplett ist (restitutio ad integrum). Bei der Neuronotmesis Grad 3 kommt es zu einer inkompletten Regeneration, die mit einer Geschwindigkeit von ca. 1–3 mm/Tag abläuft. Bei höhergradigen Schädigungen (wie Grad 4 und 5) bildet sich ein Narbengewebe, (Kontinuitätsneurom), welches keine oder nur eine sehr schlechte Regeneration zulässt. Es besteht daher eine OP-Indikation. Insbesondere bei Grad 5 (also der kompletten Durchtrennung aller Nervenstrukturen) kann nur eine Nervennaht eine Aussicht auf Besserung der Nervenfunktion bieten. Sind die Nervenstümpfe nicht mehr annäherbar, so kann ein Nerveninterponat eingesetzt werden, d. h. es werden Nervenfasern eines anderen Nerven in die Lücke hineintransplantiert, der Defekt wird also überbrückt. 
Neben chirurgischen Maßnahmen zur Wiederherstellung geschädigter peripherer Nerven wurde auch die biochemische (medikamentöse) Beeinflussbarkeit körpereigener regenerativer Prozesse untersucht. 
Betrachtet wurden hierbei u. a. folgende Substanzen:
- Antioxidanzien allgemein
- Melatonin
- N-Acetylcystein
- Acetyl-L-Carnitin (Acetylcarnitin)
- Tacrolimus, Cyclosporin A
- Antineoplastisch wirkende Substanzen (wie Chemotherapeutica)
- Rolipram und Chondroitinase ABC
- Corticosteroide
- Calciumkanalblocker
- Hyaluronsäure
- Citicolin
- Chito-Oligosaccharide
- Fasudil
- Arachidonsäure-Derivate

Auch lokal applizierte Gele mit Aprotinin oder Glykosaminoglykanen sollen eine positive Wirkung haben.